# Giuseppe Capone di Altavilla
Giuseppe Capone nobile Di Altavilla (Arpaise, 7 luglio 1793 – Napoli, 22 gennaio 1873) è stato un imprenditore e politico italiano.
Fu uno dei primi nobili napoletani nominati nel 1861 senatore del Regno, dopo l'annessione del regno delle Due Sicilie.